# Charaxes wallacei
Charaxes wallacei är en fjärilsart som beskrevs av Butler 1872. Charaxes wallacei ingår i släktet Charaxes och familjen praktfjärilar. Inga underarter finns listade i Catalogue of Life.